# 洛陽伽藍記
『洛陽伽藍記』（らくよう がらんき）全5巻は、5世紀中国の東魏の楊衒之が撰した、北魏の都・洛陽における仏寺の繁栄の様子を描いた記録である。
東魏の時代には、北魏末の混乱によって都の洛陽は廃墟と化しており、寺院もまた見る影もなく荒廃していた。撰者の楊衒之は自序で、既に失われてしまった往時の盛況を後世に伝えるため、本書を執筆した旨を述べている。

## 構成
全体で5篇に分かれる。
- 第一篇・城内
  - 永寧寺
  - 建中寺
  - 長秋寺
  - 瑶光寺
  - 景楽寺
  - 昭儀尼寺
  - 胡統寺
  - 修梵寺
  - 景林寺
- 第二篇・城東
  - 明懸尼寺
  - 龍華寺
  - 瓔珞寺
  - 宗聖寺
  - 崇真寺
  - 魏昌尼寺
  - 景興尼寺
  - 荘厳寺
  - 秦太上君寺
  - 正始寺
  - 平等寺
  - 景寧寺
- 第三篇・城西
  - 景明寺
  - 大統寺
  - 秦太上公寺
  - 報徳寺
  - 正覚寺
  - 龍華寺
  - 菩提寺
  - 高陽王寺
  - 崇虚寺
- 第四篇・城南
  - 冲覚寺
  - 宣忠寺
  - 王典御寺
  - 白馬寺
  - 宝光寺
  - 法雲寺
  - 開善寺
  - 追光寺
  - 融覚寺
  - 大覚寺
  - 永明寺
- 第五篇・城北
  - 禅虚寺
  - 凝圓寺
  - 宋雲・恵生の西域遣使の事
  - 京師の建制および郭外諸寺

各項は、全体では1,000寺余りもあったという諸寺中から、中心となる大寺を選んで、寺名・創建者・城坊あるいは位置、さらには、四隣や寺中の様子、故事などを記している。また、その記述は、単に寺院に関する事柄にとどまらず、当時の官庁や風俗・地理、人物や政治上の事件、伝聞などにも及んでおり、『魏書』と合わせ見ることで、北魏史を理解する上での重要な一次史料ともなっている。
北魏仏教史・寺院史、洛陽の都城史上の根本史料である。最後の第五篇の宋雲・恵生の記事は、東西交渉史（シルクロード）の史料でもある。

## 版本・注釈書
本書は本来、撰者楊衒之の書き方として、本文と自注との二構成であったのだが、現存最古の版本である如隠堂本（明時代）で、既に自注と本文が混じり合って区別がつかない状態になってしまっていた。よって、『四部叢刊三篇（如隠堂本影印）』や『津逮秘書』、『学津討原』等に収める版本も、極めて読解困難なテキストであった。そのため後世になってどう分けるかが問題になっている。
近代に入ると、諸家による校勘本が刊行され、その不便を補っていった。周祖謨による『洛陽伽藍記校釈』（北京：科学出版社、1958年）には、注釈も備わり、かつ読みやすい体裁であるとされ、中国古典文学大系日本語訳本の底本になっている。徐高阮による『重刊洛陽伽藍記』（1960年、台北、中央研究院）には詳細な校勘がついている。
近年の版本は、桑山正進ほか編『法顕伝・洛陽伽藍記・釈迦方志』（西域行記索引叢刊3、松香堂、2001年）

## 日本語訳
- 入矢義高訳注 『洛陽伽藍記　水経注抄』 平凡社〈中国古典文学大系 21〉、1974年 ISBN 4582312217
- 入矢義高訳注 『洛陽伽藍記』 平凡社東洋文庫、1990年 ISBN 4582805175。改訳版

## 西洋語訳
- 曹虹（訳）・王伊同（訳）『洛阳伽蓝记（汉英对照) (A record of Buddhist monasteries in Luo-yang)』（大中华文库）中華書局, 2007. 原文と現代中国語訳および英訳を見開きで載せる。
- Jean-Marie Lourme (Traduction), Mémoire sur les monastères bouddhiques de Luoyang, Les Belles Lettres, 2014.